# Zdeněk Měřínský
Zdeněk Měřínský (Jihlava, 1948. január 16. – 2016. szeptember 9.) cseh régész- és történészprofesszor.

## Élete
1967-1972 között a Masaryk Egyetem néprajz és őstörténet szakán tanult, majd ugyanott két évig asszisztens lett. 1974-1989 között Csehszlovák Tudományos Akadémia brünni régészeti intézetében dolgozott, közben 1975-ben kisdoktori fokozatot szerzett. 1988-tól a tudományok kandidátusa, 1989-1992 között a Morva Múzeumban, majd 1992-től a brünni Masaryk Egyetem Történeti Intézetében dolgozott. 1996-ban habilitált (docens) és 1999-től Masaryk Egyetem Régészeti Tanszékének vezetője lett. 2000-ben Václav Havel akkori elnök nevezte ki a szláv régészet professzorává.
Számos régészeti ásatást vezetett főként Morvaországban.

## Elismerései
- 2010 Zaměřeno na středověk. Praha. (ünnepi kötet)

## Művei
- 1999 Morava ve středověku
- 2002 Dějiny Rakouska
- 2002/2009 České země od příchodu Slovanů po Velkou Moravu I.
- 2004 K poctě Vladimíru Podborskému. (tszerk. Eliška Kazdová, Klára Šabatová)
- 2006 České země od příchodu Slovanů po Velkou Moravu II.
- 2006 Stěhování národů a východ Evropy. (tsz. Jarmila Bednaříková, A. Homola)
- 2007 Hrad Rokštejn
- 2008 Velké Meziříčí v zrcadle dějin
- 2009 Archeologie doby hradištní v České a Slovenské republice (tsz. Petr Dresler)
- 2011 Morava na úsvitě dějin

## Külső hivatkozások
- A Masaryk Egyetem honlapján
- Libri.cz